# Ligue européenne féminine de handball 2023-2024
Navigation
Ligue européenne 2022-2023 Ligue européenne 2024-2025
La saison 2023-2024 de la Ligue européenne féminine de handball est la quatrième édition de la compétition sous ce nom et ce format. Elle succède à la Coupe de l'EHF et constitue en ce sens la 43e édition de la compétition organisée par l'EHF.
La compétition est remportée pour la première fois par le club norvégien du Storhamar Håndball qui devance le club roumain du Gloria Bistrița-Năsăud et le club français des Neptunes de Nantes.

## Formule

### Modalités
34 équipes prennent part à la compétition. Deux tours de qualification, disputés en match aller-retour, sont donc suffisants : 12 équipes entrent au premier tour, 18 équipes sont qualifiées pour le deuxième tour et 4 équipes entrent directement en phase de groupe.
Après les deux tours qualificatifs vient la phase de groupes où les douze équipes qualifiées et les quatre entrants directs sont répartis en quatre groupes de quatre équipes. Les matchs sont joués dans un système championnat avec des matchs à domicile et à l'extérieur. Les deux meilleures équipes de chaque groupe se qualifient pour la suite de la compétition.
La phase à élimination directe comprend trois tours : les quarts de finale et un Final Four comprenant les demi-finales et finales le lendemain. En quarts de finale, les qualifiés des groupes A et B d'une part et C et D d'autre part s'affrontent, premier contre deuxième en matchs aller-retour, les clubs classés premiers lors de la phase de poule ayant le privilège de jouer le match retour à domicile. Pour la finale à quatre, un tirage au sort détermine les oppositions en demi-finales.

### Attribution des places
À compter de cette saison, l'EHF a décidé de séparer les classements des trois coupes d'Europe. Ainsi, le classement dépend uniquement des résultats des clubs de la fédération dans cette compétition entre la saison 2019-2020 et la saison 2021-2022.
Ainsi les classements pour la saison 2023-2024 sont :
| Rang | Championnat | Coeff. | Places   | Places |
| Rang | Championnat | Coeff. | Attribué | Réel   |
| ---- | ----------- | ------ | -------- | ------ |
| 1    | Danemark    | 101,00 | 4        | 2      |
| 2    | Hongrie     | 86,00  | 4        | 2      |
| 3    | Allemagne   | 80,33  | 3        | 4      |
| 4    | Roumanie    | 74,67  | 3        | 3      |
| 5    | France      | 72,00  | 3        | 3      |
| 6    | Russie      | 51,33  | 3        | 0      |
| 7    | Croatie     | 47,00  | 3        | 2      |
| 8    | Norvège     | 46,00  | 3        | 4      |
| 9    | Pologne     | 37,00  | 3        | 1      |
| 10   | Turquie     | 32,00  | 2        | 1      |
| 11   | Tchéquie    | 19,00  | 2        | 1      |
| 12   | Espagne     | 17,67  | 2        | 2      |
| 13   | Suède       | 12,67  | 2        | 2      |
| 14   | Serbie      | 8,00   | 2        | 2      |
| 15   | Autriche    | 4,67   | 2        | 1      |
| 16   | Biélorussie | 4,00   | 3        | 0      |

| Rang                   | Championnat       | Coeff. | Places   | Places |
| Rang                   | Championnat       | Coeff. | Attribué | Réel   |
| ---------------------- | ----------------- | ------ | -------- | ------ |
| 17                     | Ukraine           | 4,00   | 2        | 0      |
| 18                     | Slovaquie         | 3,67   | 2        | 0      |
| 19                     | Grèce             | 3,67   | 1        | 1      |
| 20                     | Pays-Bas          | 2,67   | 1        | 0      |
| 21                     | Finlande          | 1,50   | 1        | 0      |
| 21                     | Islande           | 1,50   | 1        | 1      |
| 23                     | Suisse            | 1,00   | 1        | 2      |
| 23                     | Macédoine du Nord | 1,00   | 1        | 0      |
| 23                     | Portugal          | 1,00   | 1        | 0      |
| 26                     | Luxembourg        | 0,50   | 1        | 0      |
| 27                     | Azerbaïdjan       | 0,33   | 1        | 0      |
| 27                     | Chypre            | 0,33   | 1        | 0      |
| 27                     | Israël            | 0,33   | 1        | 0      |
| 27                     | Italie            | 0,33   | 1        | 0      |
| 27                     | Kosovo            | 0,33   | 1        | 0      |
| 32 à 50 : aucune place |                   |        |          |        |

Remarques :
- les fédérations de Russie et de Biélorussie sont suspendues jusqu'à nouvel ordre.
- le nombre de clubs participants diffère du nombre de places attribuées soit parce que les clubs concernés ont été retenu en Ligue des champions (C1), soit parce que les clubs concernés ont préféré participer à la Coupe européenne (C4) ou même renoncer à toute participation en coupe d'Europe, généralement pour raison financière.

### Équipes qualifiées
La liste complète des participants, après validation des places supplémentaires, surclassements et sousclassements est dévoilée le 17 juillet 2023, :
Les étiquettes entre parenthèses indiquent comment chaque équipe s'est qualifiée :
- C3 : Tenant du titre de la Ligue européenne de l'EHF
- C : Vainqueur de coupe nationale
- FinC : Finaliste de coupe nationale
- 1er, 2e, 3e, etc. : Position en championnat national

| Phase de groupes              | Phase de groupes           | Phase de groupes            | Phase de groupes            |
| ----------------------------- | -------------------------- | --------------------------- | --------------------------- |
| Nykøbing Falster HK (4e)      | Thüringer HC (2e)          | Mosonmagyaróvári KC SE (4e) | Gloria Bistrița-Năsăud (3e) |
| Deuxième tour                 |                            |                             |                             |
| Lokomotiva Zagreb (1er)       | Podravka Koprivnica (2e)   | DHK Banik Most C (2e)       | Copenhague Handball (5e)    |
| Neptunes de Nantes (3e)       | Chambray Touraine HB (4e)  | Borussia Dortmund (3e)      | HSG Bensheim/Auerbach (4e)  |
| Váci NKSE (5e)                | Storhamar Håndball (2e)    | Sola HK (3e)                | MKS Lublin (2e)             |
| CSM Târgu Jiu (FinC)          | ŽORK Jagodina (1er)        | Balonmano Bera Bera (3e)    | H65 Höörs HK (2e)           |
| LC Brühl (1er)                | Kastamonu Bld. GSK (1er)   |                             |                             |
| Premier tour                  |                            |                             |                             |
| Hypo Niederösterreich C (1er) | JDA Dijon HB (5e)          | VfL Oldenburg (5e)          | PAOK Salonique (1er)        |
| Valur Reykjavík (1er)         | Larvik HK (4e)             | Molde HK (en) (5e)          | HC Dunărea Brăila (4e)      |
| ŽRK Železničar Inđija (2e)    | Costa del Sol Malaga (1er) | Önnereds HK (3e)            | SPONO Eagles (2e)           |

### Calendrier
| Nom              | Dates                        | Nombre de participants |
| ---------------- | ---------------------------- | ---------------------- |
| Premier tour     | 23 au 30 septembre 2023      | 16                     |
| Deuxième tour    | 11 au 19                     | 24                     |
| Phase de groupes | 6 janvier au 18 février 2024 | 16                     |
| Quarts de finale | 16-17 mars au 23-24 mars     | 8                      |
| Final Four       | 11 et 12 mai 2024            | 4                      |

## Phase de qualification

### Premier tour
Le tirage au sort des oppositions a eu lieu le 18 juillet 2023, les matchs aller se déroulent du 22 au 24 septembre 2023 et les matchs retour les 24, 30 septembre ou 1er octobre.
| Équipe 1               | Score   | Équipe 2          | Aller   | Retour  |
| ---------------------- | ------- | ----------------- | ------- | ------- |
| VfL Oldenburg          | 62 – 47 | PAOK Salonique    | 37 – 22 | 25 – 25 |
| Spono Eagles           | 63 – 62 | ŽRK Železničar    | 30 – 28 | 33 – 34 |
| Costa del Sol Malaga   | 68 – 58 | Larvik HK         | 35 – 31 | 33 – 27 |
| Hypo Niederösterreich  | 63 – 64 | Önnereds HK       | 29 – 27 | 34 – 37 |
| Valur Reykjavík        | 43 – 60 | HC Dunărea Brăila | 29 – 30 | 14 – 30 |
| JDA Bourgogne Dijon HB | 52 – 75 | Molde HK (en)     | 29 – 35 | 23 – 40 |

### Deuxième tour
Le tirage au sort des oppositions a eu lieu le 18 juillet 2023, les matchs aller se déroulent les 11, 12 ou 18 novembre 2023 et les matchs retour les 12, 18 ou 19 novembre.
| Équipe 1              | Score   | Équipe 2                | Aller   | Retour  |
| --------------------- | ------- | ----------------------- | ------- | ------- |
| HSG Bensheim/Auerbach | 55 – 44 | VfL Oldenburg           | 27 – 19 | 28 – 25 |
| LC Brühl              | 43 – 53 | ŽRK Lokomotiva Zagreb   | 23 – 28 | 20 – 25 |
| Váci NKSE             | 70 – 53 | Kastamonu Bld. GSK      | 37 – 21 | 33 – 32 |
| Borussia Dortmund     | 46 – 52 | HC Dunărea Brăila       | 24 – 25 | 22 – 27 |
| Storhamar Håndball    | 73 – 60 | H65 Höörs HK            | 37 – 28 | 36 – 32 |
| Chambray Touraine HB  | 60 – 47 | DHK Banik Most          | 33 – 20 | 27 – 27 |
| Spono Eagles          | 43 – 58 | ŽRK Podravka Koprivnica | 17 – 26 | 26 – 32 |
| Neptunes de Nantes    | 75 – 52 | Molde HK (en)           | 45 – 28 | 30 – 24 |
| Sola HK               | 67 – 66 | Balonmano Bera Bera     | 39 – 32 | 28 – 34 |
| Önnereds HK           | 50 – 55 | CSM Târgu Jiu           | 27 – 29 | 23 – 26 |
| ŽORK Jagodina         | 44 – 80 | MKS Lublin              | 20 – 36 | 24 – 44 |
| Costa del Sol Malaga  | 54 – 49 | Copenhague Handball     | 29 – 29 | 25 – 20 |

## Phase de groupes
Quatre équipes, issues des quatre meilleurs championnats, sont dispensées de qualifications et directement qualifiées pour cette phase. Elles sont rejointes par les 12 équipes qualifiées du tour précédent.

### Légende
- Quarts de finale
- Éliminé

### Groupe A
| Rang | Équipe              | Pts | J | G | N | P | Bp  | Bc  | Diff | Qualification    |  | Sto   | Kop   | N-F   | Vác   |
| ---- | ------------------- | --- | - | - | - | - | --- | --- | ---- | ---------------- |  | ----- | ----- | ----- | ----- |
| 1    | Storhamar Håndball  | 10  | 6 | 5 | 0 | 1 | 169 | 138 | +31  | Quarts de finale |  | —     | 31–22 | 27–26 | 35–17 |
| 2    | Podravka Koprivnica | 7   | 6 | 3 | 1 | 2 | 147 | 148 | −1   | Quarts de finale |  | 23–19 | —     | 25–23 | 27–24 |
| 3    | Nykøbing Falster HK | 4   | 6 | 2 | 0 | 4 | 154 | 155 | −1   | Éliminé          |  | 26–27 | 23–22 | —     | 32–27 |
| 4    | Váci NKSE           | 3   | 6 | 1 | 1 | 4 | 147 | 176 | −29  | Éliminé          |  | 24–33 | 28–28 | 27–24 | —     |

### Groupe B
| Rang | Équipe                | Pts | J | G | N | P | Bp  | Bc  | Diff | Qualification    |  | Bră   | Thü   | Cha   | Lok   |
| ---- | --------------------- | --- | - | - | - | - | --- | --- | ---- | ---------------- |  | ----- | ----- | ----- | ----- |
| 1    | HC Dunărea Brăila     | 10  | 6 | 5 | 0 | 1 | 176 | 150 | +26  | Quarts de finale |  | —     | 33–23 | 27–21 | 34–26 |
| 2    | Thüringer HC          | 10  | 6 | 5 | 0 | 1 | 173 | 146 | +27  | Quarts de finale |  | 32–28 | —     | 29–22 | 29–17 |
| 3    | Chambray Touraine HB  | 4   | 6 | 2 | 0 | 4 | 143 | 159 | −16  | Éliminé          |  | 19–24 | 25–32 | —     | 27–25 |
| 4    | ŽRK Lokomotiva Zagreb | 0   | 6 | 0 | 0 | 6 | 140 | 177 | −37  | Éliminé          |  | 29–30 | 21–28 | 22–29 | —     |

### Groupe C
| Rang | Équipe                 | Pts | J | G | N | P | Bp  | Bc  | Diff | Qualification    |  | Bis   | Nan   | B-A   | Lub   |
| ---- | ---------------------- | --- | - | - | - | - | --- | --- | ---- | ---------------- |  | ----- | ----- | ----- | ----- |
| 1    | Gloria Bistrița-Năsăud | 11  | 6 | 5 | 1 | 0 | 176 | 148 | +28  | Quarts de finale |  | —     | 19–19 | 33–24 | 26–23 |
| 2    | Neptunes de Nantes     | 7   | 6 | 3 | 1 | 2 | 190 | 177 | +13  | Quarts de finale |  | 29–34 | —     | 39–27 | 39–25 |
| 3    | HSG Bensheim-Auerbach  | 4   | 6 | 2 | 0 | 4 | 182 | 200 | −18  | Éliminé          |  | 27–35 | 37–30 | —     | 35–29 |
| 4    | MKS Lublin             | 2   | 6 | 1 | 0 | 5 | 166 | 195 | −29  | Éliminé          |  | 26–29 | 29–34 | 34–32 | —     |

### Groupe D
| Rang | Équipe                   | Pts | J | G | N | P | Bp  | Bc  | Diff | Qualification    |  | Sola  | Mos   | Mal   | Târ   |
| ---- | ------------------------ | --- | - | - | - | - | --- | --- | ---- | ---------------- |  | ----- | ----- | ----- | ----- |
| 1    | Sola HK                  | 10  | 6 | 5 | 0 | 1 | 195 | 164 | +31  | Quarts de finale |  | —     | 28–32 | 36–31 | 40–29 |
| 2    | Mosonmagyaróvári KC SE   | 8   | 6 | 4 | 0 | 2 | 167 | 161 | +6   | Quarts de finale |  | 29–34 | —     | 25–23 | 33–27 |
| 3    | CBF Málaga Costa del Sol | 6   | 6 | 3 | 0 | 3 | 170 | 164 | +6   | Éliminé          |  | 22–26 | 29–26 | —     | 30–26 |
| 4    | CSM Târgu Jiu            | 0   | 6 | 0 | 0 | 6 | 148 | 191 | −43  | Éliminé          |  | 21–31 | 20–22 | 25–35 | —     |

## Phase finale

### Quarts de finale
Les quarts de finale aller ont eu lieu les 16 et 17 mars 2023. Les matchs retour ont eu lieu la semaine suivante, les 23 et 24 mars 2023.
| Équipe 1               | Score   | Équipe 2               | Aller   | Retour  |
| ---------------------- | ------- | ---------------------- | ------- | ------- |
| Thüringer HC           | 61 – 72 | Storhamar Håndball     | 35 – 39 | 26 – 33 |
| Podravka Koprivnica    | 51 – 58 | HC Dunărea Brăila      | 26 – 32 | 25 – 26 |
| Neptunes de Nantes     | 70 – 57 | Sola HK                | 31 – 27 | 39 – 30 |
| Mosonmagyaróvári KC SE | 55 – 59 | Gloria Bistrița-Năsăud | 30 – 32 | 25 – 27 |

| 17 mars 2024 16 h 00 | Thüringer HC       | 35 – 39   | Storhamar Håndball | Salza-Halle, Bad Langensalza Affluence : 1 400 Arbitrage : Pagh, Pontoppidan |
| 17 mars 2024 16 h 00 | Johanna Reichert 9 | (17 – 19) | Anniken Obaidli 10 | Salza-Halle, Bad Langensalza Affluence : 1 400 Arbitrage : Pagh, Pontoppidan |
| 17 mars 2024 16 h 00 | ×1 ×2              | EHF       | ×1 ×2              | Salza-Halle, Bad Langensalza Affluence : 1 400 Arbitrage : Pagh, Pontoppidan |

| 23 mars 2024 16 h 00 | Storhamar Håndball | 33 – 26  | Thüringer HC    | Boligpartner Arena, Hamar Affluence : 1 321 Arbitrage : Fukala, Muhyla |
| 23 mars 2024 16 h 00 | Anniken Obaidli 9  | (15 – 9) | Jennifer Rode 9 | Boligpartner Arena, Hamar Affluence : 1 321 Arbitrage : Fukala, Muhyla |
| 23 mars 2024 16 h 00 | ×1                 | EHF      | ×1 ×3           | Boligpartner Arena, Hamar Affluence : 1 321 Arbitrage : Fukala, Muhyla |

| 16 mars 2024 16 h 00 | Podravka Koprivnica | 26 – 32   | HC Dunărea Brăila | ŠSD Josip Samaržija-Bepo, Koprivnica Affluence : 1 200 Arbitrage : Ilieva, Karbeska |
| 16 mars 2024 16 h 00 | Josipa Mamić 10     | (13 – 21) | Katarina Ježić 7  | ŠSD Josip Samaržija-Bepo, Koprivnica Affluence : 1 200 Arbitrage : Ilieva, Karbeska |
| 16 mars 2024 16 h 00 | ×1                  | EHF       | ×2                | ŠSD Josip Samaržija-Bepo, Koprivnica Affluence : 1 200 Arbitrage : Ilieva, Karbeska |

| 24 mars 2024 18 h 00 | HC Dunărea Brăila | 26 – 25   | Podravka Koprivnica | Sala Sporturilor Romeo Iamandi, Buzău Affluence : 1 700 Arbitrage : Aghakishi, Aghakishi |
| 24 mars 2024 18 h 00 | Katarina Ježić 7  | (10 – 12) | Andrea Šimara 5     | Sala Sporturilor Romeo Iamandi, Buzău Affluence : 1 700 Arbitrage : Aghakishi, Aghakishi |
| 24 mars 2024 18 h 00 | ×3                | EHF       | ×2                  | Sala Sporturilor Romeo Iamandi, Buzău Affluence : 1 700 Arbitrage : Aghakishi, Aghakishi |

| 17 mars 2024 18 h 00 | Neptunes de Nantes | 31 – 27   | Sola HK        | Complexe sportif Mangin-Beaulieu, Nantes Affluence : 1 827 Arbitrage : Yonchev, Yovchev |
| 17 mars 2024 18 h 00 | Kelly Vollebregt 5 | (16 – 15) | Malin Holta 10 | Complexe sportif Mangin-Beaulieu, Nantes Affluence : 1 827 Arbitrage : Yonchev, Yovchev |
| 17 mars 2024 18 h 00 | ×1 ×2              | EHF       | ×1 ×3          | Complexe sportif Mangin-Beaulieu, Nantes Affluence : 1 827 Arbitrage : Yonchev, Yovchev |

| 24 mars 2024 16 h 00 | Sola HK                    | 30 – 39   | Neptunes de Nantes   | Stavanger Idrettshall, Stavanger Affluence : 1 530 Arbitrage : Bocakova, Janosikova |
| 24 mars 2024 16 h 00 | Lene Kristiansen Tveiten 6 | (10 – 17) | Marie-Hélène Sajka 8 | Stavanger Idrettshall, Stavanger Affluence : 1 530 Arbitrage : Bocakova, Janosikova |
| 24 mars 2024 16 h 00 | ×1 ×4                      | EHF       | ×1 ×4                | Stavanger Idrettshall, Stavanger Affluence : 1 530 Arbitrage : Bocakova, Janosikova |

| 16 mars 2024 20 h 00 | Mosonmagyaróvári KC SE | 30 – 32   | Gloria Bistrița-Năsăud | UFM Aréna, Mosonmagyaróvár Affluence : 1 001 Arbitrage : Duplii, Pobedrina |
| 16 mars 2024 20 h 00 | Zsófia Stranigg 6      | (12 – 14) | Cristina Laslo 8       | UFM Aréna, Mosonmagyaróvár Affluence : 1 001 Arbitrage : Duplii, Pobedrina |
| 16 mars 2024 20 h 00 | ×1 ×4                  | EHF       | ×2                     | UFM Aréna, Mosonmagyaróvár Affluence : 1 001 Arbitrage : Duplii, Pobedrina |

| 23 mars 2024 14 h 00 | Gloria Bistrița-Năsăud | 27 – 25   | Mosonmagyaróvári KC SE | TeraPlast Arena, Bistrița Affluence : 3 000 Arbitrage : Puksic, Satler |
| 23 mars 2024 14 h 00 | Cristina Laslo 9       | (15 – 15) | Barbora Lancz 6        | TeraPlast Arena, Bistrița Affluence : 3 000 Arbitrage : Puksic, Satler |
| 23 mars 2024 14 h 00 | ×2                     | EHF       | ×3                     | TeraPlast Arena, Bistrița Affluence : 3 000 Arbitrage : Puksic, Satler |

### Finale à quatre
La finale à quatre se déroule dans la Raiffeisen Sportpark de Graz en Autriche les 11 et 12 mai 2024. Le tirage au sort des équipes qui s'affrontent en demi-finales a eu lieu le 28 mars 2024
|  | Demi-finales           | Demi-finales           | Demi-finales       | Demi-finales       |                               |                        | Finale      | Finale      | Finale      | Finale      |
|  |                        |                        |                    |                    |                               |                        |             |             |             |             |
|  | 11 mai 2024            | 11 mai 2024            | 11 mai 2024        | 11 mai 2024        |                               |                        | 12 mai 2024 | 12 mai 2024 | 12 mai 2024 | 12 mai 2024 |
|  | Gloria Bistrița-Năsăud | Gloria Bistrița-Năsăud | 37                 | 37                 |                               |                        | 12 mai 2024 | 12 mai 2024 | 12 mai 2024 | 12 mai 2024 |
|  | Gloria Bistrița-Năsăud | Gloria Bistrița-Năsăud | 37                 | 37                 |                               |                        | 12 mai 2024 | 12 mai 2024 | 12 mai 2024 | 12 mai 2024 |
|  | HC Dunărea Brăila      | HC Dunărea Brăila      | 26                 | 26                 |                               |                        | 12 mai 2024 | 12 mai 2024 | 12 mai 2024 | 12 mai 2024 |
|  | HC Dunărea Brăila      | HC Dunărea Brăila      | 26                 | 26                 | Gloria Bistrița-Năsăud        | Gloria Bistrița-Năsăud | 27          | 27          |             |             |
|  | 11 mai 2024            |                        |                    |                    | Gloria Bistrița-Năsăud        | Gloria Bistrița-Năsăud | 27          | 27          |             |             |
|  |                        |                        | Storhamar Håndball | Storhamar Håndball | 29                            | 29                     |             |             |             |             |
|  | Storhamar Håndball     | Storhamar Håndball     | Storhamar Håndball | Storhamar Håndball | 29                            | 29                     | 28          | 28          |             |             |
|  | Storhamar Håndball     | Storhamar Håndball     |                    |                    |                               |                        |             | 28          |             |             |
|  | Neptunes de Nantes     | Neptunes de Nantes     | 27                 | 27                 |                               |                        |             |             |             |             |
|  | Neptunes de Nantes     | Neptunes de Nantes     | 27                 | 27                 | Match pour la troisième place |                        |             |             |             |             |
|  |                        |                        |                    |                    |                               |                        |             |             |             |             |
|  | 12 mai 2024            |                        |                    |                    |                               |                        |             |             |             |             |
|  | HC Dunărea Brăila      | HC Dunărea Brăila      | 33 (5)00           | 33 (5)00           |                               |                        |             |             |             |             |
|  | HC Dunărea Brăila      | HC Dunărea Brăila      | 33 (5)00           | 33 (5)00           |                               |                        |             |             |             |             |
|  | Neptunes de Nantes     | Neptunes de Nantes     | 33 (6)tab          | 33 (6)tab          |                               |                        |             |             |             |             |
|  | Neptunes de Nantes     | Neptunes de Nantes     | 33 (6)tab          | 33 (6)tab          |                               |                        |             |             |             |             |

#### Demi-finales
| 11 mai 2024 15h00 | Gloria Bistrița-Năsăud | 37 – 26 | HC Dunărea Brăila | Raiffeisen Sportpark, Graz Affluence : 1 650 Arbitrage : Duplii, Pobedrina |
| 11 mai 2024 15h00 | Cristina Laslo 9       | (20–14) | Katarina Ježić 7  | Raiffeisen Sportpark, Graz Affluence : 1 650 Arbitrage : Duplii, Pobedrina |
| 11 mai 2024 15h00 | ×1 ×6                  | EHF     | ×3                | Raiffeisen Sportpark, Graz Affluence : 1 650 Arbitrage : Duplii, Pobedrina |

| 11 mai 2024 18h00 | Storhamar Håndball  | 28 – 27 | Neptunes de Nantes   | Raiffeisen Sportpark, Graz Affluence : 1 450 Arbitrage : Vranes, Wenninger |
| 11 mai 2024 18h00 | Nestaker, Obaidli 9 | (12–16) | Marie-Hélène Sajka 7 | Raiffeisen Sportpark, Graz Affluence : 1 450 Arbitrage : Vranes, Wenninger |
| 11 mai 2024 18h00 | ×3                  | EHF     | ×6                   | Raiffeisen Sportpark, Graz Affluence : 1 450 Arbitrage : Vranes, Wenninger |

#### Match pour la troisième place
| 12 mai 2024 15h00 | HC Dunărea Brăila | 38 – 39 (tab)  | Neptunes de Nantes | Raiffeisen Sportpark, Graz, Affluence : 1 600 Arbitrage : Merisi, Pepe |
| 12 mai 2024 15h00 | trois joueuses 6  | (14-18, 33-33) | Ondono, Sajka 6    | Raiffeisen Sportpark, Graz, Affluence : 1 600 Arbitrage : Merisi, Pepe |
| 12 mai 2024 15h00 | Tab : 5-6         |                |                    | Raiffeisen Sportpark, Graz, Affluence : 1 600 Arbitrage : Merisi, Pepe |
| 12 mai 2024 15h00 | ×0                | Rapport        | ×0 ×3              | Raiffeisen Sportpark, Graz, Affluence : 1 600 Arbitrage : Merisi, Pepe |

#### Finale
| 12 mai 2024 18h00 | Gloria Bistrița-Năsăud | 27 – 29   | Storhamar Håndball | Raiffeisen Sportpark, Graz, Affluence : 1 800 Arbitrage : Ünlü, Simsek |
| 12 mai 2024 18h00 | Morena, Laslo 6        | (15 – 14) | Anniken Obaidli 9  | Raiffeisen Sportpark, Graz, Affluence : 1 800 Arbitrage : Ünlü, Simsek |
| 12 mai 2024 18h00 | ×1 ×3 ×2               | EHF       | ×2 ×3              | Raiffeisen Sportpark, Graz, Affluence : 1 800 Arbitrage : Ünlü, Simsek |

## Les vainqueurs
| Vainqueur - Ligue européenne de l'EHF 2023-2024 Storhamar Håndball 1er titre |

## Statistiques et récompenses
Les meilleures buteuses sont :
| Rang | Joueuse                      | Club                   | Buts | Tirs | %      | Matchs | Moy. |
| ---- | ---------------------------- | ---------------------- | ---- | ---- | ------ | ------ | ---- |
| 1    | Anniken Obaidli (en)         | Storhamar Håndball     | 82   | 118  | 69,5 % | 12     | 6,8  |
| 2    | Csenge Kuczora (en)          | Váci NKSE              | 59   | 99   | 59,6 % | 8      | 7,4  |
| 3    | Tamara Horacek               | Neptunes de Nantes     | 58   | 94   | 61,7 % | 12     | 4,8  |
| 4    | Cristina Laslo               | Gloria Bistrița-Năsăud | 57   | 89   | 64,0 % | 10     | 5,7  |
| 5    | Katarina Ježić               | HC Dunărea Brăila      | 55   | 60   | 91,7 % | 11     | 5,0  |
| 6    | Camilla Herrem               | Sola HK                | 54   | 61   | 88,5 % | 10     | 5,4  |
| 6    | Lucie-Marie Kretzschmar (de) | HSG Bensheim-Auerbach  | 54   | 83   | 65,1 % | 8      | 6,8  |
| 8    | Oriane Ondono                | Neptunes de Nantes     | 51   | 68   | 75,0 % | 12     | 4,3  |
| 8    | Kristina Liščević            | HC Dunărea Brăila      | 51   | 85   | 60,0 % | 14     | 3,6  |
| 10   | Kristina Novak (en)          | Sola HK                | 50   | 94   | 53,2 % | 10     | 5    |